# Novo Cruzeiro
Novo Cruzeiro è un comune del Brasile nello Stato del Minas Gerais, parte della mesoregione di Jequitinhonha e della microregione di Araçuaí.